# Valeria Sorokina
Pour les articles homonymes, voir Sorokina.
Valeria Mikhaïlovna Sorokina (russe : Валерия Михайловна Сорокина) est une joueuse de badminton russe née le 29 mars 1984 à Rechetikha.
En double dames, elle est avec Nina Vislova médaillée de bronze olympique en 2012 à Londres.